# Blood-C: The Last Dark
Blood-C: The Last Dark (劇場版「BLOOD-C The Last Dark」, Gekijōban Buraddo-Shī: Za Rasuto Dāku) és una pel·lícula d’acció d’animació japonesa de terror del 2012 dirigida per Naoyoshi Shiotani i coescrita per Nanase Ohkawa i Junichi Fujisaku basada en la sèrie de televisió d'anime de 2011 Blood-C co-creada per l'estudi Production I.G i el grup d’artistes manga CLAMP. Produït per Production I.G i distribuït per Shochiku, The Last Dark està ambientat sis mesos després dels esdeveniments de Blood-C; a l'univers de Blood-C, la humanitat és secretament presa per una raça anomenada Elder Bairns (古きもの, Furukimono) l'alimentació de les quals es manté sota control per un antic acord anomenat Shrovetide. The Last Dark segueix a Saya Kisaragi mentre persegueix Fumito Nanahara, el guardià humà de Shrovetide que la va manipular i la va trair, a través de Tòquio amb l'ajuda d'una organització clandestina anomenada SIRRUT. La pel·lícula és protagonitzada per Nana Mizuki com la veu de Saya i Kenji Nojima com Fumito, juntament amb Ai Hashimoto, Hiroshi Kamiya, Yuki Kaji, Yuichi Nakamura, Kana Hanazawa, Yūko Kaida, Masumi Asano, Junichi Suwabe i Jun Fukuyama. The Last Dark es va estrenar al Japó el 2 de juny de 2012.
The Last Dark es va planificar des del principi del projecte Blood-C, i un cop finalitzats els plans es va desenvolupar al costat de la sèrie. Tot i que va concloure la història de Blood-C, la pel·lícula va adoptar un to molt diferent i va incloure referències temàtiques i visuals a Blood: The Last Vampire. La pel·lícula també presentava un personatge de la sèrie de manga de CLAMP xxxHolic com a cameo. Els seus comunicats de mitjans domèstics van ser gestionats respectivament per Aniplex (Japó), Funimation (Amèrica del Nord), Manga Entertainment (Europa) i Madman Entertainment (Austràlia). La recepció de la pel·lícula va ser mixta, rebent elogis per la seva animació i música, mentre que molts van criticar la seva història perquè estava subdesenvolupada o s'allunyava massa de la sèrie que va concloure.

## Argument
Blood-C: The Last Dark, que segueix els esdeveniments de Blood-C, està ambientada en una versió de la Terra on els humans són presa d'uns monstres anomenats Elder Bairns; per mantenir els humans segurs, els Elder Bairns honoren un pacte anomenat Shrovetide, un contracte entre humans i Elder Bairns que permet als Elder Bairns alimentar-se d'humans durant un període limitat. Durant els esdeveniments de Blood-C, Saya Kisaragi lluita contra Elder Bairns atacant el seu poble. Finalment es revela que Saya és una anciana Bairn a la qual se li ha prohibit beure sang humana per jurament; capturada per Fumito Nanahara, cap de l'organització que supervisa Shrovetide, va participar en una aposta en la qual ella mateixa se sotmetria a un experiment, amb el premi de renegar del seu jurament. L'experiment fracassa, i tots els implicats són massacrats a part de Fumito, el seu aliat Yūka Amino, i la mateixa Saya. Traït per Fumito, Saya jura venjança contra ell. Amb els esdeveniments de The Last Dark, Fumito, que opera a través del seu grup encobert Tower i la seva corporació de titelles Seventh Heaven, ha aconseguit el control del govern de Tòquio i va implementar la llei d'ordenances per a la joventut, una llei que fa complir el toc de queda per als menors i regula l'ús d'Internet.
Sis mesos més tard, a Tòquio, Saya salva una noia anomenada Mana Hīragi d'un humanoide boig Elder Bairn. La Mana i la Saya són rescatades pels companys de la Mana a SIRRUT, un grup encobert que es resisteix al grup d'en Fumito que va saber parlar del passat de Saya a través d’Itsuki Tomofusa, un espia que va morir arran de l'experiment. El grup està liderat pel Kuroto Mogari, familiar de Fumito, la família del qual va ser assassinada perquè Fumito pogués tenir control sobre el Shrovetide. Kuroto ofereix l'ajuda del SIRRUT de Saya per trobar Fumito a canvi de la seva ajuda. Caçat per Tower, i després de salvar a Mana dels responsables de la llei d'ordenances juvenils, Saya accepta ajudar. Saya i Mana s'infiltren en una acadèmia privada finançada per Fumito quan està previst que doni una conferència. Quan Saya ataca, es revela que és una trampa amb esquer amb una versió falsa de Fumito, i ha de lluitar contra un Elder Bairn abans que puguin escapar. Després, la Mana revela que el seu pare va desaparèixer després que ella l'ajudés amb la seva investigació sobre la Torre. Recuperant la seva confiança com a pirata informàtica, la Mana localitza la base principal de la Torre, permetent a la Saya infiltrar-se a la base.
Enfrontant-se a la unitat del grup de treball, lluita contra el cap de les forces de seguretat de la Torre Kutō, matant-lo després que utilitzi un vial de sang de Saya per transformar-se en un híbrid Elder Bairn. Trobant en Fumito al soterrani de l'edifici, també troba en Kuroto amb ell, abans de sucumbir a una droga donada per en Kuroto. Fumito i Kuroto, la família dels quals té el poder de controlar l'ancià Bairns, estaven treballant junts, cadascú matant les famílies dels altres per prendre el control de la Torre i el Setè Cel. Saya també s'assabenta que l'ancià Bairn que va intentar matar Mana era el pare de Mana. Quan Kuroto intenta matar-lo per controlar Shrovetide, Fumito l'apunyala amb una ampolla de sang de Saya, transformant Kuroto en una llavor Elder Bairn i matant-lo.
Fumito revela la seva intenció de dissoldre Shrovetide utilitzant la sang de Saya, ja que la proporció d'humans a Elder Bairns ha canviat dràsticament a causa que Elder Bairn sembla desaparèixer. Quan Saya es recupera de la droga, Fumito es fusiona amb la llavor, que s'eclosiona en un gegant Elder Bairn que Saya mata. Un Fumito debilitat revela que es va transformar en un híbrid Elder Bairn per apropar-se a Saya i alliberar-la del seu jurament de no alimentar-se d'humans. Acceptant que ha perdut la seva aposta, s'empala a l'espasa de Saya. Entristida per haver-se quedat sola, Saya no torna a SIRRUT, sinó que opta per desaparèixer. Com a conseqüència, Yūka es converteix en el governador de Tòquio i deroga la llei d'ordenances juvenils, els membres de SIRRUT tornen a una vida normal i Mana comença a buscar Saya.

## Càsting de veu
| Personatge              | Veu en japonès   | Veu en anglès        |
| ----------------------- | ---------------- | -------------------- |
| Saya                    | Nana Mizuki      | Alexis Tipton        |
| Fumito Nanahara         | Kenji Nojima     | Robert McCollum      |
| Yūka Amino              | Masumi Asano     | Martha Harms         |
| Mana Hīragi             | Ai Hashimoto     | Jad Saxton           |
| Kuroto Mogari           | Hiroshi Kamiya   | Mike McFarland       |
| Iori Matsuo             | Yuichi Nakamura  | Justin Cook          |
| Shun Fujimura           | Yūki Kaji        | Josh Grelle          |
| Hiro Tsukiyama          | Kana Hanazawa    | Tia Ballard          |
| Haruno Yanagi           | Yūko Kaida       | Colleen Clinkenbeard |
| Kutō                    | Junichi Suwabe   | J. Michael Tatum     |
| Dog / Kimihiro Watanuki | Jun Fukuyama     | Todd Haberkorn       |
| Tadayoshi Kisaragi      | Keiji Fujiwara   | Bill Jenkins         |
| Nene & Nono Motoe       | Misato Fukuen    | Lindsay Seidal       |
| Itsuki Tomofusa         | Atsushi Abe      | Chris Burnett        |
| Shinchirō Tokizane      | Tatsuhisa Suzuki | Scott Freeman        |
| Kanako Tsutsutori       | Miho Miyagawa    | Lydia Mackay         |

## Producció
El concepte de Blood-C: The Last Dark es va originar durant les etapes conceptuals del projecte Blood-C. Durant la planificació inicial, seria una animació de vídeo original o una pel·lícula de cinema. Quan l'equip va decidir associar-se amb el grup d'artista de manga CLAMP i va consolidar els plans i el contingut del projecte, es va decidir que la sèrie i la pel·lícula serien desenvolupades per equips separats utilitzant el mateix món i personatges com a base. En comparació amb Blood-C, The Last Dark va adoptar un to i un ambient més foscos centrats en l'acció. Segons el director Naoyoshi Shiotani, el to i els aspectes visuals de la pel·lícula van ser dissenyats per ser similars a la pel·lícula Blood original Blood: The Last Vampire. Aquesta impressió es va comunicar a través del retrat més estoic de Saya, i en particular els deu minuts inicials centrats en històries basades en l'acció sobre exposició. El vestit de Saya fins i tot es va modelar a partir de l'uniforme de l'escola adoptat per la protagonista principal de Blood: The Last Vampire.
El guió va ser coescrit per Nanase Ohkawa i Junichi Fujisaku, que també van treballar a la sèrie. Segons Fujisaku, la narració de The Last Dark es va centrar en Saya tant buscant venjança com buscant un propòsit després de descobrir que estava sent utilitzada per humans cruels. El procés d'escriure The Last Dark va anar paral·lel a Blood-C, i com que Ohkawa estava preocupat per la sèrie, Fujisaku va elaborar una història bàsica i un esborrany de guió que va ampliar i ajustar en funció dels desitjos de Shiotani de la pel·lícula. Quan Ohkawa va entrar a bord, ella i Fujisaku van treballar junts per escriure i polir el guió final. Les relacions de Saya amb els altres malgrat el seu estatus no humà van formar una part clau dels temes de la pel·lícula. Segons Ohkawa, un dels seus principals problemes va ser mantenir la narració tan ajustada com sigui possible dins del temps d'execució previst de la pel·lícula, el que significa que calia tallar alguns elements de la història de Saya. Mentre que la sèrie va tenir lloc en un lloc fictici, la pel·lícula va utilitzar la ubicació del món real de Tòquio, de manera que Ohkawa va tenir molta cura d'inserir detalls realistes al guió. Li va costar adaptar-se als desitjos tant de Shiotani com de Fujisaku juntament amb les seves pròpies idees al guió.
Blood-C: The Last Dark va ser produïda per Production I.G, creador de la franquícia Blood. Igual que amb Blood-C, el projecte va ser una col·laboració entre Production I.G i CLAMP. La producció de la pel·lícula va ser finançada per l'Agència d'Afers Culturals com a part del Programa de Suport a la Coproducció Internacional de 2011. El finançament va arribar a 50 milions ¥, uns 650.000 dòlars EUA. CLAMP va crear l'esborrany de la història inicial i va dissenyar els personatges. La música va ser composta per Naoki Satō. L'equip de producció es va anomenar "Project BLOOD -C Movie". Yasuomi Umetsu, que es va ocupar de l'obertura de l'anime original, també va participar en la producció de la pel·lícula, encarregant-se d'una escena de bany de nus. A part d'una visió del món i personatges compartits, i uns quants membres del personal (Ohkawa, Fujisaku, Satō, Umetsu i el dissenyador de personatges d'animació Kazuchika Kise), el personal de la sèrie no va participar en la producció de la pel·lícula. El tema principal, " Metro Baroque", va ser escrit i cantat per l'actriu de veu de Saya Nana Mizuki. El títol i la lletra de la cançó es van extreure de l'escenari, la història i els personatges de la pel·lícula.
Parlant sobre el seu paper en donar veu a Saya, Mizuki va dir que inicialment va pensar que hauria de reimaginar tot el personatge per a la seva actuació com Saya a la pel·lícula. Més tard es va decidir que el personatge principal havia canviat poc malgrat els esdeveniments del final de la sèrie, de manera que Mizuki no va haver d'ajustar gaire la seva actuació. Mizuki va treballar amb el personal per ajudar a retratar la condició tensa de Saya i l'aïllament deliberat dels altres després del trauma dels esdeveniments de la sèrie, tot i que el sentiment d'amor encara formava una part important del personatge de Saya. El paper d'Hashimoto ja que Mana va ser el seu primer paper en una pel·lícula d'anime, que va resultar difícil, ja que Hashimoto s'havia d'adaptar a un nou entorn de treball, en particular, actuant de manera convincent sense actuar físicament. Va acceptar el paper en funció del seu gust pel treball de manga de CLAMP, enregistrant totes les seves línies per separat de la resta del repartiment. Fukuyama va donar la veu a Watanuki, fent un cameo de la sèrie de manga de CLAMP xxxHolic. Per al paper del personatge a The Last Dark, Fukuyama necessitava retratar Watanuki com un personatge madur tot i no envellir per la seva aparició a xxxHolic.

## Estrena
L'abril de 2011 es va anunciar la conclusió de la pel·lícula de la sèrie, just un mes després que s'anunciés la sèrie. La data d'estrena de la pel·lícula, el 2 de juny de 2012, es va anunciar en un teaser posterior als crèdits durant l'episodi final de Blood-C. El seu títol oficial es va anunciar a finals de 2011. Els minuts inicials de la pel·lícula van ser retransmesos per Yahoo! Japó el maig de 2012. Va ser distribuït per Shochiku. El 2 de juny de 2012 es va publicar una novel·la escrita per Fujisaku.La il·lustració de la portada va ser a càrrec de CLAMP. Les projeccions occidentals de la pel·lícula van tenir lloc al festival de cinema Scotland Loves Animation el 2012, i a França al Festival Internacional de Cinema d'Animació d'Annecy i al Festival de L'Étrange el 2013.

### Mitjans domèstics
El llançament de la pel·lícula en DVD i Blu-ray va ser gestionat per Aniplex. Es va estrenar el 27 de febrer de 2013. A Amèrica del Nord, l'anime va rebre la llicència de Funimation, que també va crear el doblatge en anglès. Les versions en DVD i Blu-ray es van publicar a Amèrica del Nord el 22 d'octubre de 2013. Va ser llançat a Austràlia per Madman Entertainment el 15 de gener de 2014. A Europa, va ser llançat per Anchor Bay Entertainment a través de Manga Entertainment el 24 de març de 2014. Un llançament especial exclusiu de HMV va presentar la pel·lícula en una reproducció doble de Blu-ray/DVD en una funda, un pòster i quatre targetes d'art amb imatges de la pel·lícula.

## Recepció

### Taquilla
The Last Dark es va estrenar a 24 cinemes del Japó. Durant el seu cap de setmana de debut als cinemes japonesos, The Last Dark es va obrir al número 10 de les llistes de cinema de Box Office Mojo, guanyant 32.037.000 ¥, uns 409.000 dòlars, amb un ingrés total per pantalla de 16.667 dòlars. El cap de setmana següent, la pel·lícula va baixar al número 14 amb una recaptació addicional de 202.875 dòlars, que va elevar el seu total brut a 846.261 dòlars. La pel·lícula va rebre el premi del jurat. Premi L'Écran Fantastique al FanTasia de 2012.

### Recepció crítica
Carl Kimlinger d'Anime News Network va donar a les versions subtitulades i doblades de la pel·lícula una "B+". Va elogiar la narració pel seu to i els esforços per "retrocedir" del to i la violència espantosa de la sèrie, però va sentir que es va veure afectat per la necessitat de concloure la història de Blood-C i la incorporació d'escenes emotives van afectar negativament el ritme de la pel·lícula a la segona meitat. Kimlinger va elogiar sense reserves la il·lustració i l'animació de Production I.G, només fallant els segments CGI i les limitacions d'expressió dels dissenys de personatges de CLAMP. També va elogiar la partitura musical de Satō. THEM Anime va donar a la pel·lícula 3/5 estrelles, gaudint de la seva qualitat d'animació i coreografia d'acció malgrat alguns problemes de ritme. Malgrat això, va trobar a faltar tota l'experiència i es va referir a la trama general com "per números".
Richard Eisenbeis de Kotaku va criticar el canvi de to de la pel·lícula respecte a la sèrie original i els elements lèsbics implicats en l'arc de personatges de Saya i Mana, i va criticar l'encreuament amb xxxHolic com a servei de fan de baixa qualitat. També fallava el repartiment secundari com a feble i fallava la falta de motivació del personatge. Va elogiar l'animació de la pel·lícula i la forma en què va funcionar malgrat l'entorn predominantment fosc, però va trobar que els segments CGI es discorrien. Va concloure la seva ressenya anomenant la pel·lícula "una decepció increïble". Paul Risker de Starburst va donar una puntuació a The Last Dark. de 6/10, anomenant la pel·lícula "una seqüela perfectament adequada i fins i tot una pel·lícula independent prou decent", però va aconsellar que s'hauria de veure com la conclusió de Blood-C en lloc d'un projecte autònom. Va elogiar l'animació i la caracterització de Saya, però va trobar que el final i la pel·lícula en general van ser decebedors en comparació amb l'original Blood: The Last Vampire.
Toon Zone va assenyalar la manca d'un estil de direcció particular de Shiotani, dient que finalment va perjudicar el guió i no va afegir res a la pel·lícula: es va elogiar principalment l'animació, a part de les seqüències CGI, i la partitura musical més contundent i heroica de Satō. Va elogiar la història com a "movedora però intensa" malgrat la manca de presència de Fumito, dient que proporcionava un tancament adequat per a Saya i la història de Blood-C, però va assenyalar que semblava estar dissenyada com una disculpa als fans que estaven molestos pel to poc convencional de la sèrie; això es va notar tant en el repartiment de suport més simpàtic, la presentació alterada de Saya com en l'atenuació general de sang i fetge. Finalment, el lloc va considerar que aquesta actitud significava que la conclusió es precipitava i que la batalla final va ser una sortida imprudent del realisme anterior de la franquícia Blood.
Kimlinger va trobar el doblatge en anglès útil tot i estar "alimentat més per la fidelitat i la professionalitat que per l'afecte o l'entusiasme", i va assenyalar la manca de funcions addicionals per als fans de la sèrie. Toon Zone va elogiar tant la cançó de veu japonesa original i el doblatge en anglès, però també va destacar els minsos extres tot i elogiar el comentari de McFarland com a informatiu sobre el procés de doblatge.